# Hapalemur aureus
Hapalemur aureus, tiếng Malagasy bokombolomena) là một loài vượn cáo cỡ vừa đặc hữu đông nam Madagascar. Nó là loài nguy cơ do mất môi trường sống. Số lượng loài này đang giảm sút, chỉ còn lại khoảng 1000 cá thể. Loài này chỉ ăn cỏ, đặc biệt là Cathariostachys madagascariensis. Rể của loài tre này có chứa 0,015% cyanide. Mỗi con vượn cáo trưởng thành ăn khoảng 500 g (18 oz) tre mỗi ngày, do đó tiêu thụ 12 lần liều lượng chất độc này so với các loài khác cùng kích thước.
Loài này hoạt động vào lúc hoàng hôn. Nó dài 28–45 cm cộng cái đuôi dài 24–40 cm, và cân nặng trung bình 1,6 kg.
Con cái mỗi năm sinh một con non và sinh sản hàng năm. Thời gian mang thai kéo dài khoảng 138 ngày.